# エルビス・マレコス
エルビス・イスラエル・マレコス（スペイン語: Elvis Israel Marecos、1980年2月15日 - ）は、パラグアイのサッカー選手。元パラグアイ代表。ポジションはDF。

## クラブ歴
1999年にスポルティボ・イテーニョで選手となった。翌年ドセ・デ・オクトゥブレに移籍。以降は様々なクラブを渡り歩く中、3回ドセ・デ・オクトゥブレに復帰した。

## 代表歴
U-20代表として1999 FIFAワールドユース選手権に出場。
2009年10月14日の2010 FIFAワールドカップ・南米予選のコロンビア代表戦でA代表初出場。2011年5月25日のアルゼンチン代表との親善試合で代表唯一の得点をあげた。